# Yo hablo...
 Yo hablo... es una película de Argentina dirigida por Enrique Gándara sobre su propio guion que se estrenó el 20 de junio de 1940 y que tuvo como protagonistas a Alfredo Camiña y Herminia Franco.

## Sinopsis
Un tramoyista mudo sueña que triunfa en el teatro después de haber reobrado la voz.

## Reparto
- Alfredo Camiña
- Herminia Franco
- Samuel Sanda
- Alberto Terrones
- Aída Vignan
- Herminia Mancini
- Luis Segre

## Comentarios
Para Manrupe y Portela se trata de “uno de los argumentos más bizarros y originales de la historia, filmado rudimentariamente en esta película realmente curiosa” en tanto la crónica de El Mundo dijo:

”Da la impresión de ensayo. Del ingenuo film de aficionados que trata de volverse formal en la pantalla grande. A veces, empeñosamente, lo consigue. Pero no pierde su fisonomía general….Tiene un argumento extraño, desconcertante, risueño. Dentro de la elemental realización el director narra todo “eso” con alguna soltura”